# Katarzyna Antosik
Katarzyna Antosik – dr hab. nauk rolniczych w zakresie technologii żywności i żywienia, profesor uczelni, zastępca dyrektora Instytutu Nauk o Zdrowiu, Kierownik Poradni Dietetyczno-Żywieniowej, Wydział Nauk Medycznych i Nauk o Zdrowiu, Uniwersytet w Siedlcach, specjalista w zakresie przetwórstwa żywności oraz poradnictwa żywieniowego i dietetycznego, certyfikowany trycholog.

## Wykształcenie
- Mgr inż. – Szkoła Główna Gospodarstwa Wiejskiego w Warszawie, Wydział Technologii Żywności, Kierunek Technologia Żywności i Żywienie Człowieka, specjalność Technologia Żywności; 1999 r.
- Dr – Akademia Podlaska w Siedlcach, Wydział Rolniczy; nauki rolnicze w zakresie zootechniki 2006 r.
- Dr hab. – Szkoła Główna Gospodarstwa Wiejskiego w Warszawie, Wydział Nauk o Żywieniu Człowieka i Konsumpcji; nauki rolnicze w zakresie technologii żywności i żywienia; 2015 r.